# Wilhelm Binder
Wilhelm Binder (ur. 9 września 1853 we Lwowie, zm. 27 maja 1928 w Krakowie) – polski prawnik, sędzia i adwokat, polityk konserwatywny, poseł do Sejmu Krajowego Galicji i austriackiej Rady Państwa.
Syn powiatowego komisarza skarbowego Franciszka. Ukończył gimnazjum w Przemyślu (1872) studiował na wydziałach prawa uniw. w Krakowie (1872–1874) i Lwowie (1874–1875), na tym ostatnim otrzymał tytuł doktora praw (1878).
W latach 1880–1896 był radcą prawnym austro-węgierskich banków i adwokatem w Wiedniu. Dyrektor Galicyjskiego Banku Handlowo-Przemysłowego w Krakowie (1896-1899). Następnie prowadził kancelarie adwokackie od 1899 w Krakowie na ul. św. Anny 12, potem na ul. Straszewskiego 21 i od 1900 w Wiedniu na ul. Kohlmarkt 20. W 1906 reprezentował OO. Zmartwychwstańców przy przejęciu przez nich polskiego kościoła św. Józefa na Kahlenbergu w Wiedniu. W latach 1908–1918 radca sądowy w wiedeńskim Trybunale Administracyjnym.
Z przekonań politycznych konserwatysta, związany z krakowskimi stańczykami. Poseł do galicyjskiego Sejmu Krajowego VII kadencji (28 lutego 1898 – 9 lipca 1901), mandat otrzymał w wyniku rezygnacji Jana Rosnera i przeprowadzenia wyborów uzupełniających w kurii III (miejskiej) w okręgu wyborczym nr 9 (Biała). Poseł do austriackiej Rady Państwa IX kadencji (4 grudnia 1899 – 7 września 1900) i X kadencji (31 stycznia 1901 – 30 stycznia 1907), wybierany w kurii II (miejskiej) w okręgu wyborczym nr 3 (Biała-Nowy Sącz–Wieliczka). Pierwszy raz wszedł do austriackiego parlamentu w wyniku wyborów uzupełniających w wyniku rezygnacji z mandatu Stanisława Madeyskiego, który został powołany do Izby Panów. Należał do grupy posłów konserwatywnych – stańczyków w Kole Polskim w Wiedniu.
W niepodległej Polsce w latach 1919-1922 sędzia Sądu Najwyższego, następnie od 1922- sędzia Najwyższego Trybunału Administracyjnego i przewodniczący jego wydziału D w Warszawie, W tym okresie opracował Ustawa o Najwyższym Trybunale Administracyjnym (z dnia 3 sierpnia 1922, poz. 600) z uwzględnieniem zmian wprowadzonych nowelą z dnia 25 marca 1926, poz. 437 Dz. U. i pokrewne ustawy. Warszawa 1926, Delegat rządowy w kuratorii Fundacji Barona Hirsza dla założenia szkół powszechnych i rękodzielniczych w Galicji i Bukowinie (1923). Od 1927 był adwokatem w Krakowie. Członek oddziału krakowskiego Związku Adwokatów Polskich.